# Robin des Bois don Juan
Pour plus de détails, voir Fiche technique et Distribution.
Robin des Bois don Juan (The Son of Robin Hood) est un film d'aventure de 1958 réalisé par George Sherman, mettant en vedette David Hedison et June Laverick,. 

## Histoire
Un imposteur qui se fait passer pour le fils de Robin des Bois est enfermé dans le donjon. Plus tard, son frère est enfermé dans le cachot de la cellule voisine. Il l'appelle "Robert" mais il ne croit pas que cela soit son vrai frère disant qu'il repose dans une tombe à l'étranger. Il enlève une bague et l'attache à une chaîne et la lance à la cellule voisine. Quand Robert voit l'anneau, son frère lui dit que c'est l'anneau qu'il lui a donné quand il est parti pour une terre étrangère et que personne d'autre n'est au courant, il se rend alors compte que c'est vraiment son frère Jamie. Il lui dit qu'il a prévu de le faire sortir du cachot. Puis Jamie est emmené torturer un forestier que Des Roches a capturé. Jamie retarde la torture jusqu'à ce qu'un garde l'interrompe en amenant une cape bleue laissé par Deering Hood lorsqu'elle a tiré sur le faucon portant un message de trahison de la dame du prieuré. Des Roches pleure et le saisit, il utilise le poignard qui lui a été donné pour torturer le forestier et s'en sert pour prendre l'épée des gardes. Il s'engage dans un combat à l'épée en réussissant à libérer le forestier emprisonné. Ensemble, ils s'échappent et ouvrent la porte du tunnel secret laissant Petit Jean, Deering et certains des alliés de Robin des Bois entrer dans le château de Des Roches. Jamie retourne ensuite combattre Des Roches et le tue. Petit Jean se bat avec les gardes et parvient à abaisser le pont-levis pour laisser entrer le reste des hommes de Robin des Bois et le château est sécurisé. Des Roches avait gagné le soutien de nombreux seigneurs et de leurs chevaliers qui se réunissent pour le couronnement du roi à Winchester. Mais maintenant, sans son influence, ils peuvent soutenir le roi lors de son couronnement au lieu de Des Roches. Jamie déclare son amour pour Deering et ils s'embrassent lors de l'acceptation du mariage. Jamie pardonne à la sœur de Des Roches, Sylvia, puisqu'elle les aida à vaincre Des Roches. 

## Fiche technique
- Affiche : Boris Grinsson (France)

## Distribution
- David Hedison : Jamie (comme Al Hedison)
- June Laverick : Deering Hood
- David Farrar : duc Simon Des Roches
- Marius Goring : comte de Chester
- Philip Friend : baron Charles Dorchester
- Delphi Lawrence : Lady Sylvia
- George Coulouris : Alan A. Dale
- George Woodbridge : Petit Jean
- Humphrey Lestocq : Blunt
- Noel Hood : prieure
- Shelagh Fraser :Constance
- Jack Lambert :Will Scarlet
- Oliver Johnston : apothicaire
- Russell Napier : Squire Miles
- Alastair Hunter : 1er bûcheron

## Réception critique
Leonard Maltin a qualifié le film de "conte de forêt fade"; alors que Sky Cinema a loué "Les caractéristiques copieuses" de George Woodbridge comme un "Petit Jean robuste", mais était moins satisfait du "casting un peu rhum" de George Coulouris en tant qu'Alan A'Dale; mais il a conclu: "Sinon, l'interprétation est dans la meilleure tradition de bande dessinée à part entière, tout comme l'action, gérée de manière très professionnelle par le réalisateur. La meilleure heure de Laverick. " 